# Вила Нова ди Гая
Вила Нова ди Гая (на португалски: Vila Nova de Gaia) е град и община в окръг Порту, северозападна Португалия. Населението на общината е 302 295 души (по данни от преброяването от 2011 г.).

## География
Площта на цялата община в която е разположен града е 168,7 км². Разположен е на южния бряг на река Дуеро.

## История
Получава статут на град на 28 юни 1984 г.